# Eleições legislativas portuguesas de 2005
As eleições legislativas portuguesas de 2005 realizaram-se a 20 de fevereiro de 2005. As eleições foram antecipadas após o presidente da República Jorge Sampaio ter demitido o primeiro-ministro Pedro Santana Lopes quatro meses apenas após a tomada de posse do XVI Governo Constitucional, chefiado por este último.
Estas eleições foram marcadas pela maior participação desde 1995 (64,3%) e tiveram como temas o estado problemático das finanças nacionais, a elevada taxa de desemprego, a legalização da interrupção voluntária da gravidez e até a suposta homossexualidade de José Sócrates, secretário-geral do Partido Socialista (PS).
O PS, com José Sócrates como líder desde 2004, conseguiu o melhor resultado da sua história até então e obteve a maioria absoluta pela primeira vez desde o 25 de Abril. Num clima de grande descontentamento com o governo de coligação entre o Partido Social Democrata (PPD/PSD) e o Partido Popular (CDS–PP), os socialistas foram arrasadores e conseguiram vencer em bastiões da direita portuguesa como os distritos de Viseu e Bragança. O PS conseguiu vencer em 19 dos 22 círculos eleitorais e alcançou mais de 45% dos votos. Este resultado permitia a José Sócrates tornar-se primeiro-ministro do XVII Governo Constitucional.
Os partidos de governo obtiveram resultados desastrosos, com especial destaque para o PPD/PSD. O partido obteve o pior resultado desde 1983 e conseguiu pouco mais de 28% dos votos, perdendo trinta deputados em relação a 2002. Por sua vez, o CDS–PP teve o seu pior resultado desde 1991 e ficou-se pelos 7,2% dos votos. Este resultado levou o presidente do partido Paulo Portas a pedir a sua demissão na noite eleitoral.
À esquerda, a CDU – Coligação Democrática Unitária (PCP–PEV), entre o Partido Comunista Português (PCP) e o Partido Ecologista "Os Verdes" (PEV), recuperou algum terreno após os resultados desastrosos de 2002 e voltou a tornar-se a terceira força política nacional. Por fim, o Bloco de Esquerda (B.E.) triplicou os seus resultados ao conseguir 6,4% dos votos e oito deputados, assim confirmando claramente o seu espaço na política nacional.

## Partidos
Os partidos ou coligações que elegeram deputados foram os seguintes:
| Partidos | Partidos                             | Partidos | Líder               | Ideologia               | Espectro         |
| -------- | ------------------------------------ | -------- | ------------------- | ----------------------- | ---------------- |
|          | Partido Socialista                   | PS       | José Sócrates       | Social-democracia       | Centro-esquerda  |
|          | Partido Social Democrata             | PPD/PSD  | Pedro Santana Lopes | Conservadorismo liberal | Centro-direita   |
|          | CDU – Coligação Democrática Unitária | PCP–PEV  | Jerónimo de Sousa   | Comunismo               | Extrema-esquerda |
|          | Partido Popular                      | CDS–PP   | Paulo Portas        | Democracia cristã       | Centro-direita   |
|          | Bloco de Esquerda                    | B.E.     | Francisco Louçã     | Socialismo              | Esquerda         |

## Cabeças de lista por círculo eleitoral

### Partidos com representação parlamentar
| Círculo eleitoral | PPD/PSD                  | PS                        | CDS–PP                   | PCP–PEV               | B.E.                   |
| Círculo eleitoral |                          |                           |                          |                       |                        |
| ----------------- | ------------------------ | ------------------------- | ------------------------ | --------------------- | ---------------------- |
| Aveiro            | Luís Marques Mendes      | Manuel Pinho              | Paulo Portas             | Ilda Figueiredo       | Andrea Peniche         |
| Beja              | Glória Costa             | Luís Pita Ameixa          | Guilherme Magalhães      | José Mestre Soeiro    | Cláudio Torres         |
| Braga             | Luís Filipe Menezes      | António José Seguro       | Nuno Melo                | Agostinho Lopes       | Pedro Soares           |
| Bragança          | Duarte Lima              | José Mota Andrade         | Domingos Doutel          | Fernando Pifão        | Conceição Gomes        |
| Castelo Branco    | Nuno Morais Sarmento     | José Sócrates             | Luís Queiró              | Jorge Fael            | Paula Nogueira         |
| Coimbra           | Zita Seabra              | Matilde Sousa Franco      | Luís Nobre Guedes        | Mário Nogueira        | José Manuel Pureza     |
| Évora             | Maria João Bustorff      | Carlos Zorrinho           | Sara Fonseca             | Abílio Dias Fernandes | Abel Ribeiro           |
| Faro              | José Mendes Bota         | João Cravinho             | Narana Coissoró          | Virgílio Nereu        | José Baptista do Carmo |
| Guarda            | Ana Manso                | Joaquim Pina Moura        | João Caramelo            | João Abreu            | Jorge Noutel           |
| Leiria            | Luís Pais Antunes        | Alberto Costa             | Teresa Caeiro            | Jorge Amador          | Heitor de Sousa        |
| Lisboa            | Pedro Santana Lopes      | Jaime Gama                | Telmo Correia            | Jerónimo de Sousa     | Francisco Louçã        |
| Portalegre        | Carlos Costa Neves       | Júlio Miranda Calha       | José Ribeiro e Castro    | Fernando Bastos Silva | Paulo Cardoso          |
| Porto             | José Pedro Aguiar-Branco | Luís Braga da Cruz        | António Pires de Lima    | Honório Novo          | João Teixeira Lopes    |
| Santarém          | Miguel Relvas            | Jorge Lacão               | Nuno Fernandes Thomaz    | Luísa Mesquita        | Joana Amaral Dias      |
| Setúbal           | Fernando Negrão          | António Vitorino          | Nuno Magalhães           | Francisco Lopes       | Fernando Rosas         |
| Viana do Castelo  | José Eduardo Martins     | Luís Amado                | Abel Baptista            | César Príncipe        | Luís Louro             |
| Vila Real         | Rosário Águas            | Ascenso Simões            | Manuel Leitão            | Manuel Matos Cunha    | Paulo Pires            |
| Viseu             | José Luís Arnaut         | José Junqueiro            | Miguel Anacoreta Correia | Francisco Almeida     | Graça Marques Pinto    |
| Açores            | João Mota Amaral         | Ricardo Rodrigues         | Nuno Barata              | Aníbal Pires          | Lúcia Arruda           |
| Madeira           | Alberto João Jardim      | Jacinto Serrão de Freitas | José Manuel Rodrigues    | Leonel Nunes          | Roberto Almada         |
| Europa            | Carlos Gonçalves         | Maria Carrilho            |                          |                       |                        |
| Fora da Europa    | José Cesário             | Aníbal Araújo             |                          |                       |                        |

## Debates
| Debates         | Debates              | Debates               | Debates             | Debates                                                                         | Debates                                 | Debates                                 | Debates                                 | Debates                                 | Debates                                 | Debates                                 | Debates    |   |   |   |          |       |       |   |
| Data            | Organização          | Localização           | Estação televisiva  | Moderador(es)                                                                   | Nome Presente A Ausente N Não Convidado | Nome Presente A Ausente N Não Convidado | Nome Presente A Ausente N Não Convidado | Nome Presente A Ausente N Não Convidado | Nome Presente A Ausente N Não Convidado | Nome Presente A Ausente N Não Convidado | Audiências |   |   |   |          |       |       |   |
| Data            | Organização          | Localização           | Estação televisiva  | Moderador(es)                                                                   | PPD/PSD                                 | PS                                      | CDS–PP                                  | PCP–PEV                                 | B.E.                                    | Refs                                    | Audiências |   |   |   |          |       |       |   |
| --------------- | -------------------- | --------------------- | ------------------- | ------------------------------------------------------------------------------- | --------------------------------------- | --------------------------------------- | --------------------------------------- | --------------------------------------- | --------------------------------------- | --------------------------------------- | ---------- | - | - | - | -------- | ----- | ----- | - |
| Data            | Organização          | Localização           | Estação televisiva  | Moderador(es)                                                                   | 18 de janeiro                           | -                                       | -                                       | SIC Notícias                            | -                                       | Refs                                    | Audiências | N | N | N | Jerónimo | Louçã | [ 5 ] | - |
| 20 de janeiro   | -                    | -                     | -                   | N                                                                               | N                                       | Portas                                  | N                                       | SIC Notícias                            | Louçã                                   | [ 6 ]                                   | -          |   |   |   |          |       |       |   |
| 25 de janeiro   | -                    | -                     | -                   | N                                                                               | N                                       | Portas                                  | Jerónimo                                | SIC Notícias                            | N                                       | [ 5 ]                                   | -          |   |   |   |          |       |       |   |
| 3 de fevereiro  | Clube de Jornalistas | Museu da Água, Lisboa | 2: SIC Antena 1 TSF | Maria Flor Pedroso José Gomes Ferreira Ricardo Costa Rodrigo Guedes de Carvalho | Santana Lopes                           | Sócrates                                | N                                       | N                                       | N                                       | [ 7 ] [ 8 ] [ 9 ] [ 10 ]                | 2 242 700  |   |   |   |          |       |       |   |
| 15 de fevereiro | RTP1                 | Estúdios do Lumiar    | RTP1                | Judite Sousa José Alberto Carvalho                                              | Santana Lopes                           | Sócrates                                | Portas                                  | Jerónimo                                | Louçã                                   | [ 13 ] [ 14 ]                           | -          |   |   |   |          |       |       |   |

## Contexto económico
As eleições realizaram-se no contexto de uma conjuntura económica difícil. Foram frequentemente apontadas as necessidades de várias reformas, incluindo as seguintes:
- A redução do peso do aparelho do Estado no produto interno bruto, uma situação que dificultava o cumprimento dos limites impostos pela União Europeia relativamente ao défice;
- A elevada evasão fiscal;
- A crescente fuga de capitais externos do país, motivada pela procura de países com mão-de-obra mais barata e/ou mais qualificada.

## Resultados nacionais
| Partido                                                                    | Partido                                         | Votos     | %               | +/-    | Deputados | +/-     |
| -------------------------------------------------------------------------- | ----------------------------------------------- | --------- | --------------- | ------ | --------- | ------- |
|                                                                            | Partido Socialista                              | 2 588 312 | 45,03 / 100,00  | 7,24   | 121 / 230 | 25      |
|                                                                            | Partido Social Democrata (a)                    | 1 653 425 | 28,77 / 100,00  | 11,44  | 75 / 230  | 30      |
|                                                                            | CDU – Coligação Democrática Unitária (b)        | 433 369   | 7,54 / 100,00   | 0,60   | 14 / 230  | 2       |
|                                                                            | Partido Popular                                 | 416 415   | 7,24 / 100,00   | 1,48   | 12 / 230  | 2       |
|                                                                            | Bloco de Esquerda                               | 364 971   | 6,35 / 100,00   | 3,54   | 8 / 230   | 5       |
|                                                                            | Partido Comunista dos Trabalhadores Portugueses | 48 186    | 0,84 / 100,00   | 0,18   | 0 / 230   | Estável |
|                                                                            | Nova Democracia                                 | 40 358    | 0,70 / 100,00   | Novo   | 0 / 230   | Novo    |
|                                                                            | Partido Humanista                               | 17 056    | 0,30 / 100,00   | 0,09   | 0 / 230   | Estável |
|                                                                            | Partido Nacional Renovador                      | 9 374     | 0,16 / 100,00   | 0,07   | 0 / 230   | Estável |
|                                                                            | Partido Operário de Unidade Socialista          | 5 535     | 0,10 / 100,00   | 0,03   | 0 / 230   | Estável |
|                                                                            | Partido Democrático do Atlântico                | 1 681     | 0,03 / 100,00   | -      | 0 / 230   | -       |
| Votos inválidos                                                            | Votos inválidos                                 | 169 052   | 2,94 / 100,00   | 0,97   |           |         |
| Total                                                                      | Total                                           | 5 747 834 | 100,00 / 100,00 |        | 230 / 230 |         |
| Eleitorado/Participação                                                    | Eleitorado/Participação                         | 8 944 508 | 64,26 / 100,00  | 2,78   |           |         |
| Fonte                                                                      | Fonte                                           | [ 15 ]    | [ 15 ]          | [ 15 ] | [ 15 ]    | [ 15 ]  |
| (a) 2 deputados do MPT e 2 deputados do PPM eleitos nas listas do PPD/PSD. |                                                 |           |                 |        |           |         |
| (b) Coligação entre PCP (12 deputados) e PEV (2 deputados).                |                                                 |           |                 |        |           |         |

## Resultados por concelho

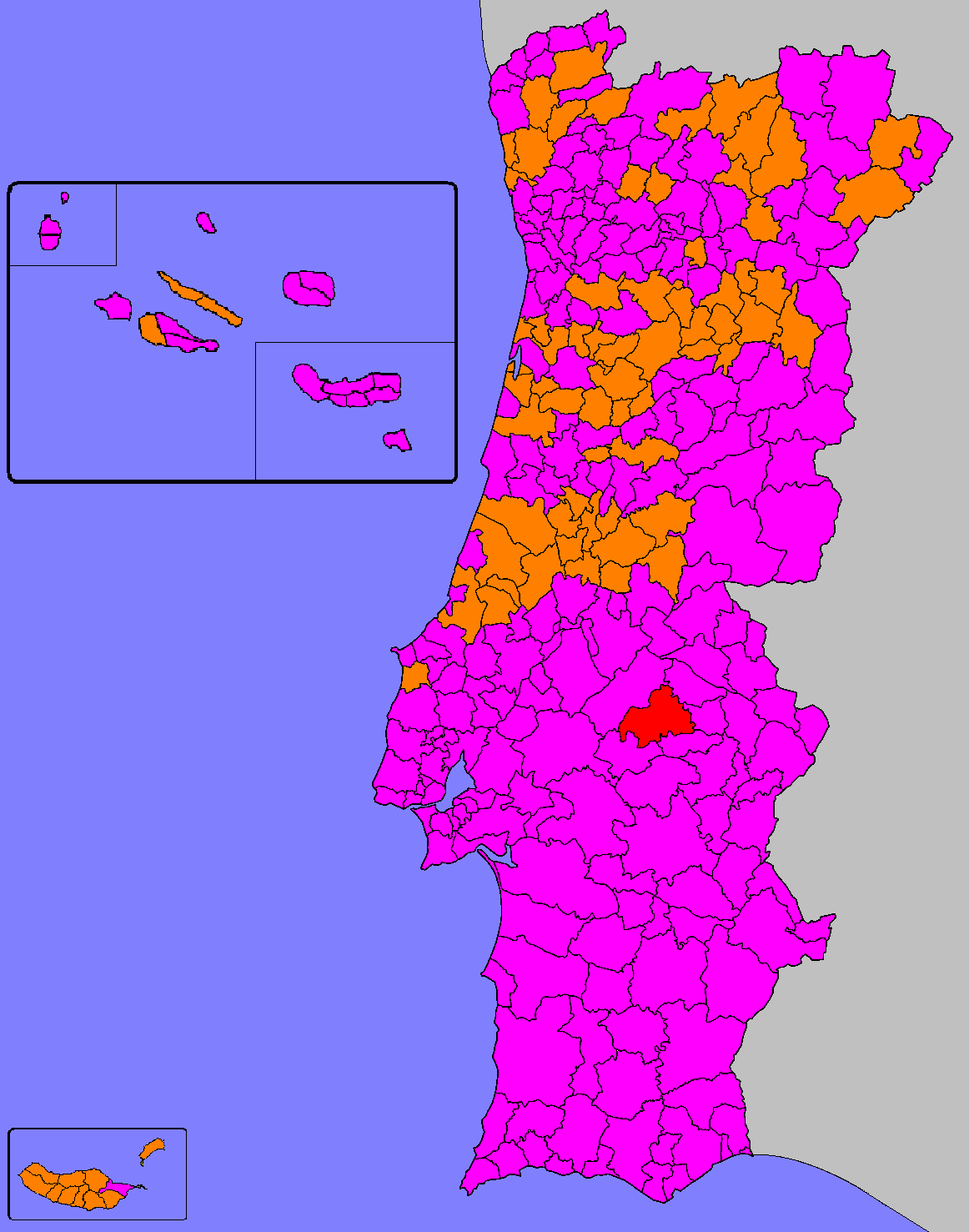
Partido mais votado por concelho.

A seguinte tabela contém os resultados obtidos pelos partidos ou coligações que tiveram pelo menos 1% dos votos expressos a nível nacional:
| Concelhos                   | %    | %       | %       | %      | %    | Votantes  |
| Concelhos                   | PS   | PPD/PSD | PCP–PEV | CDS–PP | B.E. | Votantes  |
| --------------------------- | ---- | ------- | ------- | ------ | ---- | --------- |
| Abrantes                    | 54,3 | 20,2    | 7,1     | 5,4    | 7,5  | 24 290    |
| Águeda                      | 40,7 | 36,0    | 3,6     | 10,7   | 4,4  | 26 622    |
| Aguiar da Beira             | 33,1 | 48,2    | 1,1     | 10,1   | 1,9  | 3 522     |
| Alandroal                   | 55,5 | 11,5    | 26,1    | 1,4    | 2,3  | 3 844     |
| Albergaria-a-Velha          | 33,8 | 39,8    | 2,7     | 14,8   | 4,2  | 12 955    |
| Albufeira                   | 45,2 | 28,9    | 5,9     | 6,2    | 7,3  | 14 393    |
| Alcácer do Sal              | 52,6 | 9,1     | 25,5    | 3,1    | 5,7  | 8 094     |
| Alcanena                    | 41,3 | 29,6    | 8,9     | 8,4    | 6,2  | 8 414     |
| Alcobaça                    | 37,4 | 40,3    | 3,8     | 7,7    | 5,1  | 31 475    |
| Alcochete                   | 45,3 | 16,1    | 20,3    | 4,2    | 8,8  | 7 092     |
| Alcoutim                    | 49,6 | 31,6    | 6,0     | 4,0    | 3,2  | 2 120     |
| Alenquer                    | 50,5 | 20,0    | 12,7    | 5,0    | 6,0  | 21 058    |
| Alfândega da Fé             | 45,6 | 37,6    | 1,6     | 9,4    | 1,3  | 3 855     |
| Alijó                       | 49,4 | 35,5    | 2,6     | 5,8    | 2,3  | 8 014     |
| Aljezur                     | 56,4 | 16,2    | 10,1    | 4,2    | 6,2  | 2 696     |
| Aljustrel                   | 45,2 | 6,5     | 37,4    | 1,7    | 5,0  | 6 054     |
| Almada                      | 43,9 | 17,9    | 17,4    | 5,6    | 10,3 | 93 151    |
| Almeida                     | 43,8 | 35,8    | 2,9     | 8,8    | 3,0  | 5 022     |
| Almeirim                    | 56,8 | 18,2    | 10,3    | 4,6    | 5,4  | 11 777    |
| Almodôvar                   | 56,8 | 18,8    | 10,6    | 2,5    | 6,1  | 4 504     |
| Alpiarça                    | 47,5 | 8,7     | 31,8    | 3,3    | 4,6  | 4 515     |
| Alter do Chão               | 51,2 | 22,7    | 14,0    | 4,9    | 4,1  | 2 177     |
| Alvaiázere                  | 19,4 | 64,5    | 0,5     | 9,4    | 1,6  | 4 754     |
| Alvito                      | 47,1 | 15,6    | 24,5    | 3,3    | 4,1  | 1 402     |
| Amadora                     | 46,8 | 20,5    | 12,1    | 5,9    | 9,4  | 93 993    |
| Amarante                    | 52,5 | 31,8    | 2,5     | 5,0    | 4,1  | 30 567    |
| Amares                      | 40,0 | 38,4    | 3,0     | 11,1   | 3,4  | 10 710    |
| Anadia                      | 32,2 | 45,7    | 2,2     | 10,7   | 4,1  | 17 040    |
| Angra do Heroísmo           | 56,8 | 30,7    | 1,0     | 5,3    | 3,5  | 14 717    |
| Ansião                      | 31,1 | 53,2    | 1,2     | 8,1    | 2,0  | 8 103     |
| Arcos de Valdevez           | 39,3 | 44,6    | 1,6     | 7,0    | 2,7  | 12 951    |
| Arganil                     | 42,0 | 43,7    | 1,9     | 5,2    | 2,6  | 7 725     |
| Armamar                     | 32,1 | 46,6    | 4,0     | 9,0    | 2,4  | 3 983     |
| Arouca                      | 30,6 | 46,7    | 1,7     | 13,5   | 2,9  | 13 204    |
| Arraiolos                   | 43,6 | 13,3    | 32,5    | 1,9    | 4,3  | 4 498     |
| Arronches                   | 58,4 | 19,9    | 10,4    | 4,5    | 3,1  | 1 911     |
| Arruda dos Vinhos           | 49,7 | 23,9    | 8,8     | 5,3    | 7,2  | 5 652     |
| Aveiro                      | 37,4 | 33,4    | 3,6     | 13,7   | 6,7  | 39 819    |
| Avis                        | 33,3 | 13,9    | 42,3    | 2,4    | 4,5  | 3 059     |
| Azambuja                    | 51,5 | 17,1    | 13,8    | 4,4    | 7,7  | 11 253    |
| Baião                       | 59,3 | 29,4    | 1,9     | 3,5    | 1,7  | 11 810    |
| Barcelos                    | 37,8 | 42,3    | 2,7     | 8,5    | 4,2  | 70 582    |
| Barrancos                   | 54,0 | 12,0    | 21,0    | 3,2    | 2,8  | 985       |
| Barreiro                    | 42,8 | 11,5    | 27,2    | 3,2    | 11,0 | 48 444    |
| Batalha                     | 27,0 | 48,3    | 1,2     | 12,8   | 4,3  | 8 567     |
| Beja                        | 48,8 | 13,7    | 23,4    | 3,9    | 6,1  | 19 529    |
| Belmonte                    | 63,8 | 20,8    | 4,2     | 3,3    | 3,7  | 3 967     |
| Benavente                   | 44,3 | 18,2    | 17,9    | 5,9    | 8,1  | 11 245    |
| Bombarral                   | 39,1 | 32,3    | 7,0     | 11,5   | 4,5  | 7 130     |
| Borba                       | 63,6 | 13,3    | 12,7    | 2,3    | 4,7  | 4 667     |
| Boticas                     | 34,7 | 53,1    | 2,3     | 3,9    | 1,1  | 3 908     |
| Braga                       | 45,5 | 27,9    | 7,0     | 8,1    | 6,6  | 95 191    |
| Bragança                    | 46,4 | 35,4    | 2,3     | 7,4    | 3,7  | 18 468    |
| Cabeceiras de Basto         | 54,6 | 34,0    | 1,6     | 4,7    | 1,5  | 10 348    |
| Cadaval                     | 46,4 | 32,8    | 4,2     | 6,6    | 4,4  | 7 626     |
| Caldas da Rainha            | 38,5 | 36,1    | 4,0     | 9,3    | 6,8  | 24 677    |
| Calheta                     | 33,9 | 56,3    | 0,5     | 4,9    | 1,0  | 1 801     |
| Calheta                     | 15,2 | 64,8    | 1,2     | 13,1   | 1,4  | 6 736     |
| Câmara de Lobos             | 25,9 | 56,0    | 3,4     | 6,2    | 2,4  | 15 715    |
| Caminha                     | 48,5 | 29,9    | 5,2     | 6,1    | 5,3  | 9 995     |
| Campo Maior                 | 58,7 | 11,8    | 19,7    | 2,2    | 4,7  | 4 462     |
| Cantanhede                  | 37,2 | 43,7    | 2,3     | 7,5    | 4,2  | 20 503    |
| Carrazeda de Ansiães        | 36,7 | 43,7    | 2,0     | 10,1   | 1,9  | 4 254     |
| Carregal do Sal             | 37,9 | 43,8    | 1,5     | 9,2    | 2,9  | 5 482     |
| Cartaxo                     | 53,1 | 18,8    | 9,8     | 5,1    | 7,8  | 12 765    |
| Cascais                     | 38,7 | 28,1    | 6,8     | 12,5   | 8,4  | 94 812    |
| Castanheira de Pera         | 60,3 | 29,0    | 1,9     | 2,4    | 2,2  | 2 207     |
| Castelo Branco              | 58,8 | 23,7    | 3,3     | 4,8    | 4,8  | 32 380    |
| Castelo de Paiva            | 53,9 | 31,3    | 2,2     | 4,8    | 3,5  | 9 493     |
| Castelo de Vide             | 55,5 | 24,2    | 6,0     | 4,0    | 5,3  | 2 163     |
| Castro Daire                | 38,2 | 44,0    | 1,7     | 9,5    | 2,0  | 8 666     |
| Castro Marim                | 55,6 | 25,3    | 4,3     | 4,0    | 5,7  | 3 890     |
| Castro Verde                | 50,9 | 9,5     | 25,9    | 2,3    | 7,3  | 3 962     |
| Celorico da Beira           | 46,9 | 37,2    | 1,8     | 5,9    | 3,6  | 4 999     |
| Celorico de Basto           | 38,8 | 42,7    | 1,7     | 9,9    | 2,3  | 11 254    |
| Chamusca                    | 55,4 | 14,2    | 15,0    | 5,5    | 5,1  | 6 237     |
| Chaves                      | 41,9 | 41,9    | 2,8     | 6,4    | 2,5  | 24 265    |
| Cinfães                     | 50,6 | 33,3    | 1,9     | 7,5    | 2,5  | 10 842    |
| Coimbra                     | 45,7 | 25,3    | 8,4     | 6,6    | 8,8  | 83 992    |
| Condeixa-a-Nova             | 52,3 | 25,0    | 6,8     | 4,1    | 6,6  | 7 600     |
| Constância                  | 59,6 | 13,8    | 10,3    | 4,7    | 6,7  | 2 303     |
| Coruche                     | 49,6 | 15,8    | 21,5    | 4,0    | 4,7  | 11 972    |
| Corvo                       | 47,5 | 17,8    | 0       | 23,3   | 2,7  | 219       |
| Covilhã                     | 64,8 | 17,4    | 6,6     | 3,6    | 4,1  | 33 352    |
| Crato                       | 56,7 | 18,1    | 13,9    | 3,7    | 3,0  | 2 565     |
| Cuba                        | 47,9 | 8,4     | 32,8    | 2,4    | 3,1  | 2 759     |
| Elvas                       | 63,1 | 16,9    | 5,1     | 6,0    | 5,4  | 12 032    |
| Entroncamento               | 47,4 | 20,9    | 7,1     | 6,7    | 12,8 | 10 762    |
| Espinho                     | 45,4 | 29,3    | 8,0     | 6,3    | 6,0  | 21 604    |
| Esposende                   | 34,4 | 39,2    | 3,3     | 13,2   | 4,3  | 18 974    |
| Estarreja                   | 37,1 | 39,7    | 4,2     | 9,1    | 4,9  | 14 227    |
| Estremoz                    | 51,4 | 22,2    | 12,9    | 4,9    | 4,2  | 8 799     |
| Évora                       | 49,4 | 18,7    | 16,9    | 4,7    | 6,0  | 30 672    |
| Fafe                        | 53,6 | 28,9    | 4,1     | 5,3    | 3,6  | 30 562    |
| Faro                        | 47,5 | 24,6    | 7,4     | 6,3    | 9,1  | 31 174    |
| Felgueiras                  | 50,5 | 32,3    | 3,2     | 5,9    | 4,0  | 30 585    |
| Ferreira do Alentejo        | 55,1 | 10,0    | 23,0    | 2,9    | 4,1  | 5 171     |
| Ferreira do Zêzere          | 38,1 | 41,3    | 1,9     | 8,6    | 3,4  | 5 487     |
| Figueira da Foz             | 42,4 | 34,1    | 5,9     | 4,3    | 7,8  | 34 799    |
| Figueira de Castelo Rodrigo | 46,3 | 40,6    | 1,7     | 4,7    | 1,9  | 3 926     |
| Figueiró dos Vinhos         | 39,1 | 47,6    | 1,6     | 5,1    | 1,9  | 4 619     |
| Fornos de Algodres          | 42,4 | 42,5    | 1,5     | 7,3    | 2,0  | 3 460     |
| Freixo de Espada à Cinta    | 50,1 | 38,0    | 2,0     | 4,2    | 1,7  | 2 405     |
| Fronteira                   | 53,1 | 24,4    | 9,8     | 3,7    | 4,3  | 2 316     |
| Funchal                     | 38,1 | 38,2    | 5,3     | 6,8    | 5,2  | 61 739    |
| Fundão                      | 58,4 | 24,9    | 3,2     | 4,5    | 4,1  | 18 410    |
| Gavião                      | 64,6 | 15,1    | 8,8     | 2,8    | 4,0  | 2 876     |
| Góis                        | 51,6 | 34,6    | 1,7     | 4,1    | 3,0  | 2 793     |
| Golegã                      | 49,0 | 17,7    | 15,9    | 6,5    | 6,0  | 3 039     |
| Gondomar                    | 49,3 | 24,1    | 8,2     | 4,9    | 7,8  | 92 051    |
| Gouveia                     | 47,1 | 35,1    | 3,8     | 5,6    | 3,7  | 9 043     |
| Grândola                    | 46,9 | 13,5    | 27,0    | 2,9    | 5,6  | 8 710     |
| Guarda                      | 51,8 | 27,3    | 3,0     | 6,9    | 4,7  | 24 560    |
| Guimarães                   | 50,3 | 25,9    | 7,4     | 7,0    | 5,2  | 92 382    |
| Horta                       | 46,5 | 37,7    | 5,2     | 4,0    | 2,6  | 6 291     |
| Idanha-a-Nova               | 59,4 | 26,0    | 2,6     | 4,4    | 2,1  | 7 263     |
| Ílhavo                      | 35,5 | 39,9    | 3,6     | 9,7    | 6,4  | 17 523    |
| Lagoa                       | 60,8 | 27,6    | 1,4     | 3,0    | 2,7  | 4 550     |
| Lagoa                       | 49,8 | 23,8    | 7,2     | 6,3    | 7,8  | 9 854     |
| Lagos                       | 54,5 | 18,9    | 7,2     | 5,1    | 8,4  | 13 153    |
| Lajes das Flores            | 45,5 | 41,3    | 3,5     | 2,9    | 2,1  | 762       |
| Lajes do Pico               | 52,1 | 41,3    | 0,8     | 2,0    | 1,2  | 2 202     |
| Lamego                      | 44,5 | 35,8    | 3,1     | 9,4    | 3,1  | 16 066    |
| Leiria                      | 30,7 | 43,1    | 2,5     | 11,8   | 5,7  | 66 890    |
| Lisboa                      | 42,5 | 24,8    | 8,2     | 10,5   | 8,7  | 351 896   |
| Loulé                       | 45,2 | 31,4    | 3,9     | 6,9    | 6,6  | 28 406    |
| Loures                      | 46,6 | 19,5    | 14,6    | 5,4    | 8,1  | 110 033   |
| Lourinhã                    | 37,3 | 40,5    | 2,6     | 9,2    | 4,5  | 12 705    |
| Lousã                       | 52,9 | 25,9    | 3,7     | 5,3    | 6,6  | 8 983     |
| Lousada                     | 53,1 | 31,5    | 3,2     | 4,7    | 3,4  | 22 462    |
| Mação                       | 43,5 | 36,1    | 3,2     | 7,7    | 3,7  | 5 718     |
| Macedo de Cavaleiros        | 39,8 | 37,3    | 1,7     | 13,8   | 2,1  | 9 844     |
| Machico                     | 51,5 | 38,6    | 1,5     | 2,5    | 2,4  | 11 673    |
| Madalena                    | 43,9 | 47,4    | 1,2     | 2,2    | 1,5  | 2 637     |
| Mafra                       | 43,8 | 31,1    | 5,0     | 7,0    | 6,9  | 28 068    |
| Maia                        | 48,4 | 26,4    | 5,1     | 6,5    | 8,2  | 69 117    |
| Mangualde                   | 45,2 | 37,2    | 2,3     | 7,3    | 3,4  | 10 991    |
| Manteigas                   | 53,8 | 25,7    | 6,5     | 4,6    | 3,6  | 2 348     |
| Marco de Canaveses          | 48,8 | 32,0    | 2,8     | 8,7    | 3,6  | 25 370    |
| Marinha Grande              | 43,1 | 17,6    | 18,3    | 4,0    | 11,5 | 19 942    |
| Marvão                      | 56,6 | 24,5    | 3,2     | 6,5    | 3,9  | 2 311     |
| Matosinhos                  | 52,8 | 22,0    | 5,9     | 6,0    | 8,8  | 95 256    |
| Mealhada                    | 53,0 | 27,0    | 4,5     | 4,5    | 6,5  | 10 899    |
| Mêda                        | 36,6 | 45,2    | 1,5     | 9,6    | 1,7  | 3 636     |
| Melgaço                     | 54,4 | 30,7    | 1,2     | 7,1    | 2,5  | 5 018     |
| Mértola                     | 47,5 | 7,5     | 32,4    | 2,2    | 4,0  | 5 059     |
| Mesão Frio                  | 50,4 | 36,4    | 1,6     | 5,8    | 2,2  | 2 785     |
| Mira                        | 44,2 | 40,4    | 1,5     | 5,5    | 4,2  | 7 416     |
| Miranda do Corvo            | 53,5 | 28,5    | 4,0     | 4,0    | 4,9  | 7 075     |
| Miranda do Douro            | 44,6 | 38,5    | 0,9     | 8,6    | 2,1  | 4 676     |
| Mirandela                   | 34,6 | 39,4    | 3,5     | 15,5   | 2,4  | 13 826    |
| Mogadouro                   | 37,7 | 48,4    | 1,0     | 6,8    | 1,4  | 6 586     |
| Moimenta da Beira           | 43,3 | 37,4    | 2,4     | 10,1   | 2,5  | 5 900     |
| Moita                       | 39,3 | 12,5    | 28,8    | 3,5    | 11,1 | 35 334    |
| Monção                      | 39,6 | 36,5    | 1,7     | 13,8   | 3,7  | 11 003    |
| Monchique                   | 51,2 | 27,3    | 5,7     | 4,4    | 5,8  | 4 133     |
| Mondim de Basto             | 36,2 | 41,1    | 1,8     | 15,7   | 1,9  | 4 480     |
| Monforte                    | 58,9 | 15,4    | 13,5    | 3,8    | 3,9  | 2 016     |
| Montalegre                  | 48,3 | 41,7    | 1,1     | 4,0    | 1,7  | 7 750     |
| Montemor-o-Novo             | 42,9 | 13,1    | 32,5    | 3,4    | 3,9  | 10 972    |
| Montemor-o-Velho            | 50,4 | 28,2    | 5,9     | 4,6    | 5,3  | 13 367    |
| Montijo                     | 46,8 | 19,3    | 14,2    | 5,3    | 8,9  | 20 561    |
| Mora                        | 40,1 | 15,8    | 32,5    | 3,4    | 3,5  | 3 505     |
| Mortágua                    | 41,2 | 41,8    | 1,9     | 5,6    | 3,7  | 5 261     |
| Moura                       | 59,3 | 10,1    | 19,9    | 2,9    | 3,6  | 7 898     |
| Mourão                      | 61,8 | 21,9    | 5,6     | 3,4    | 3,9  | 1 609     |
| Murça                       | 41,0 | 41,4    | 1,2     | 8,7    | 2,4  | 3 834     |
| Murtosa                     | 26,4 | 56,0    | 2,0     | 7,5    | 3,6  | 4 490     |
| Nazaré                      | 50,5 | 26,6    | 6,2     | 4,5    | 8,1  | 7 797     |
| Nelas                       | 39,6 | 32,4    | 1,9     | 7,2    | 3,7  | 7 151     |
| Nisa                        | 54,8 | 22,2    | 10,3    | 3,8    | 3,8  | 5 104     |
| Nordeste                    | 49,4 | 39,1    | 1,0     | 3,1    | 1,7  | 2 804     |
| Óbidos                      | 45,0 | 34,0    | 4,3     | 6,6    | 5,0  | 5 946     |
| Odemira                     | 55,8 | 12,7    | 17,5    | 3,1    | 4,6  | 14 350    |
| Odivelas                    | 47,4 | 22,4    | 9,7     | 5,8    | 9,0  | 75 473    |
| Oeiras                      | 40,9 | 25,8    | 7,7     | 10,2   | 9,9  | 93 299    |
| Oleiros                     | 32,6 | 51,3    | 0,8     | 8,7    | 1,5  | 4 403     |
| Olhão                       | 50,0 | 22,5    | 7,3     | 5,9    | 8,0  | 18 486    |
| Oliveira de Azeméis         | 44,5 | 34,7    | 2,6     | 8,8    | 4,7  | 39 284    |
| Oliveira de Frades          | 33,7 | 46,1    | 2,2     | 10,1   | 2,9  | 5 860     |
| Oliveira do Bairro          | 19,0 | 53,1    | 1,6     | 19,1   | 2,8  | 11 559    |
| Oliveira do Hospital        | 44,4 | 39,7    | 2,1     | 6,3    | 2,6  | 12 381    |
| Ourém                       | 24,0 | 52,9    | 1,3     | 12,8   | 3,3  | 24 936    |
| Ourique                     | 49,8 | 27,6    | 12,9    | 2,3    | 1,9  | 3 573     |
| Ovar                        | 48,7 | 27,1    | 6,3     | 5,8    | 7,3  | 28 474    |
| Paços de Ferreira           | 42,5 | 40,0    | 3,1     | 7,3    | 2,7  | 27 606    |
| Palmela                     | 44,2 | 15,9    | 18,9    | 5,2    | 9,9  | 26 304    |
| Pampilhosa da Serra         | 45,2 | 44,1    | 1,2     | 3,5    | 2,1  | 3 011     |
| Paredes                     | 41,6 | 37,9    | 3,4     | 8,2    | 3,5  | 45 967    |
| Paredes de Coura            | 51,5 | 30,7    | 3,2     | 5,3    | 4,8  | 5 113     |
| Pedrógão Grande             | 31,7 | 55,0    | 0,8     | 4,6    | 1,6  | 2 671     |
| Penacova                    | 44,4 | 38,3    | 4,4     | 5,3    | 3,0  | 9 057     |
| Penafiel                    | 50,1 | 31,2    | 3,9     | 6,3    | 3,7  | 39 987    |
| Penalva do Castelo          | 40,7 | 42,6    | 2,4     | 6,7    | 2,6  | 4 928     |
| Penamacor                   | 56,5 | 24,8    | 2,5     | 8,1    | 2,5  | 3 794     |
| Penedono                    | 40,9 | 41,1    | 3,7     | 5,8    | 3,2  | 1 835     |
| Penela                      | 41,0 | 44,9    | 1,3     | 4,8    | 2,7  | 3 561     |
| Peniche                     | 45,9 | 26,2    | 11,4    | 6,1    | 5,4  | 13 127    |
| Peso da Régua               | 54,1 | 27,9    | 4,7     | 5,9    | 3,5  | 9 647     |
| Pinhel                      | 39,7 | 41,1    | 2,9     | 8,2    | 2,7  | 6 150     |
| Pombal                      | 29,5 | 51,7    | 1,4     | 8,2    | 3,9  | 27 609    |
| Ponta Delgada               | 52,7 | 32,9    | 2,3     | 3,8    | 3,9  | 22 700    |
| Ponta do Sol                | 30,3 | 54,0    | 1,3     | 7,4    | 2,5  | 4 863     |
| Ponte da Barca              | 45,1 | 39,9    | 1,8     | 7,4    | 2,3  | 7 066     |
| Ponte de Lima               | 29,5 | 38,1    | 2,7     | 21,7   | 3,0  | 26 395    |
| Ponte de Sor                | 49,7 | 17,0    | 21,0    | 3,4    | 4,9  | 9 902     |
| Portalegre                  | 53,4 | 27,1    | 5,7     | 4,9    | 5,0  | 14 797    |
| Portel                      | 50,9 | 7,7     | 33,2    | 1,6    | 2,4  | 3 921     |
| Portimão                    | 49,0 | 23,3    | 6,5     | 6,5    | 9,4  | 24 829    |
| Porto                       | 44,3 | 26,0    | 7,1     | 9,9    | 8,4  | 160 516   |
| Porto de Mós                | 36,2 | 39,4    | 2,9     | 10,7   | 4,5  | 13 580    |
| Porto Moniz                 | 30,3 | 59,8    | 0,7     | 3,7    | 1,0  | 2 096     |
| Porto Santo                 | 41,9 | 47,8    | 1,0     | 3,2    | 1,7  | 2 751     |
| Póvoa de Lanhoso            | 45,7 | 38,4    | 2,1     | 7,5    | 2,2  | 12 912    |
| Póvoa de Varzim             | 36,9 | 38,5    | 3,5     | 11,3   | 5,4  | 32 516    |
| Povoação                    | 52,3 | 39,1    | 0,8     | 1,5    | 1,9  | 2 929     |
| Praia da Vitória            | 52,8 | 35,7    | 0,8     | 5,5    | 2,5  | 8 314     |
| Proença-a-Nova              | 37,3 | 45,4    | 0,9     | 9,7    | 2,4  | 5 943     |
| Redondo                     | 49,7 | 15,9    | 19,8    | 3,8    | 5,9  | 3 810     |
| Reguengos de Monsaraz       | 61,2 | 16,8    | 10,9    | 2,9    | 3,7  | 5 797     |
| Resende                     | 53,4 | 34,5    | 1,8     | 4,1    | 1,4  | 7 047     |
| Ribeira Brava               | 23,6 | 59,2    | 2,0     | 6,7    | 2,2  | 7 170     |
| Ribeira de Pena             | 45,3 | 42,5    | 1,0     | 7,7    | 0,6  | 4 588     |
| Ribeira Grande              | 57,2 | 30,8    | 1,4     | 2,5    | 3,5  | 8 815     |
| Rio Maior                   | 40,4 | 36,4    | 3,3     | 9,6    | 4,5  | 11 562    |
| Sabrosa                     | 44,6 | 40,5    | 2,3     | 6,4    | 1,9  | 4 057     |
| Sabugal                     | 45,3 | 33,9    | 2,2     | 9,0    | 3,6  | 7 720     |
| Salvaterra de Magos         | 54,5 | 16,6    | 10,7    | 4,7    | 8,6  | 9 840     |
| Santa Comba Dão             | 38,8 | 44,7    | 1,5     | 6,4    | 3,5  | 6 845     |
| Santa Cruz                  | 37,7 | 40,8    | 3,8     | 6,6    | 4,4  | 18 629    |
| Santa Cruz da Graciosa      | 52,9 | 41,5    | 0,2     | 1,5    | 1,0  | 2 058     |
| Santa Cruz das Flores       | 57,9 | 21,5    | 4,3     | 9,3    | 2,4  | 907       |
| Santa Maria da Feira        | 50,0 | 30,6    | 3,2     | 6,4    | 4,9  | 76 245    |
| Santa Marta de Penaguião    | 55,0 | 32,2    | 2,0     | 4,5    | 2,6  | 5 179     |
| Santana                     | 24,5 | 60,4    | 1,2     | 5,7    | 2,2  | 5 315     |
| Santarém                    | 48,2 | 25,1    | 8,5     | 7,2    | 6,3  | 35 758    |
| Santiago do Cacém           | 45,2 | 16,0    | 20,8    | 4,9    | 7,9  | 17 324    |
| Santo Tirso                 | 54,7 | 25,7    | 4,2     | 6,4    | 5,1  | 43 279    |
| São Brás de Alportel        | 50,2 | 26,3    | 5,9     | 5,4    | 6,3  | 4 880     |
| São João da Madeira         | 48,9 | 26,2    | 5,2     | 8,7    | 6,2  | 12 740    |
| São João da Pesqueira       | 45,3 | 38,9    | 2,9     | 5,2    | 3,1  | 4 340     |
| São Pedro do Sul            | 45,3 | 35,9    | 3,4     | 6,6    | 3,4  | 10 434    |
| São Roque do Pico           | 50,6 | 39,5    | 2,1     | 2,5    | 1,5  | 1 584     |
| São Vicente                 | 33,3 | 52,5    | 0,9     | 6,7    | 1,4  | 3 553     |
| Sardoal                     | 45,4 | 32,8    | 3,3     | 7,1    | 5,5  | 2 780     |
| Sátão                       | 34,5 | 45,1    | 1,0     | 12,3   | 2,2  | 7 395     |
| Seia                        | 50,8 | 31,0    | 4,5     | 5,6    | 3,5  | 15 645    |
| Seixal                      | 43,5 | 16,7    | 18,5    | 5,6    | 10,6 | 75 667    |
| Sernancelhe                 | 37,2 | 43,4    | 1,2     | 11,5   | 2,0  | 3 711     |
| Serpa                       | 41,9 | 11,0    | 36,0    | 2,8    | 3,8  | 8 710     |
| Sertã                       | 36,0 | 46,2    | 1,0     | 8,2    | 2,8  | 10 154    |
| Sesimbra                    | 44,2 | 18,5    | 15,5    | 5,6    | 10,4 | 21 120    |
| Setúbal                     | 43,1 | 17,8    | 16,3    | 6,3    | 11,4 | 59 596    |
| Sever do Vouga              | 26,7 | 48,8    | 2,0     | 14,5   | 3,5  | 7 925     |
| Silves                      | 51,4 | 21,4    | 10,0    | 4,7    | 6,4  | 17 144    |
| Sines                       | 45,9 | 14,4    | 21,4    | 4,0    | 9,1  | 6 718     |
| Sintra                      | 45,1 | 22,2    | 9,8     | 7,0    | 10,2 | 170 717   |
| Sobral de Monte Agraço      | 45,5 | 19,6    | 15,7    | 5,2    | 6,7  | 4 483     |
| Soure                       | 52,1 | 27,0    | 5,4     | 4,0    | 5,9  | 11 895    |
| Sousel                      | 47,8 | 25,9    | 16,2    | 2,5    | 3,4  | 3 318     |
| Tábua                       | 46,0 | 38,7    | 2,0     | 5,6    | 2,6  | 6 675     |
| Tabuaço                     | 40,2 | 39,3    | 1,8     | 12,6   | 2,3  | 3 803     |
| Tarouca                     | 42,4 | 39,5    | 3,0     | 8,2    | 2,3  | 4 129     |
| Tavira                      | 51,1 | 25,2    | 4,8     | 5,6    | 6,9  | 13 040    |
| Terras de Bouro             | 35,2 | 47,0    | 2,4     | 8,5    | 2,1  | 5 087     |
| Tomar                       | 43,7 | 30,8    | 4,6     | 7,6    | 6,9  | 24 844    |
| Tondela                     | 33,3 | 46,6    | 2,1     | 9,5    | 3,2  | 18 017    |
| Torre de Moncorvo           | 46,5 | 36,6    | 1,8     | 8,2    | 2,4  | 5 572     |
| Torres Novas                | 48,6 | 23,6    | 8,5     | 5,2    | 8,7  | 21 451    |
| Torres Vedras               | 44,3 | 29,6    | 7,7     | 6,6    | 6,1  | 38 725    |
| Trancoso                    | 40,0 | 42,5    | 1,8     | 7,8    | 2,5  | 6 234     |
| Trofa                       | 44,8 | 34,5    | 3,6     | 7,1    | 4,9  | 21 881    |
| Vagos                       | 15,5 | 61,6    | 0,9     | 15,9   | 2,3  | 11 031    |
| Vale de Cambra              | 37,1 | 32,7    | 2,5     | 16,2   | 4,8  | 14 791    |
| Valença                     | 41,8 | 38,3    | 2,7     | 8,9    | 3,2  | 7 507     |
| Valongo                     | 50,3 | 25,4    | 6,6     | 4,9    | 7,4  | 49 549    |
| Valpaços                    | 30,3 | 54,4    | 1,1     | 8,5    | 1,2  | 10 414    |
| Velas                       | 42,4 | 42,4    | 1,3     | 8,6    | 2,0  | 2 464     |
| Vendas Novas                | 41,3 | 18,7    | 26,1    | 4,4    | 4,4  | 6 808     |
| Viana do Alentejo           | 46,5 | 12,3    | 28,6    | 2,4    | 4,4  | 2 994     |
| Viana do Castelo            | 44,8 | 27,6    | 6,5     | 10,2   | 6,4  | 51 941    |
| Vidigueira                  | 53,7 | 12,1    | 22,1    | 2,5    | 4,8  | 3 394     |
| Vieira do Minho             | 46,2 | 39,0    | 2,6     | 5,0    | 3,1  | 8 619     |
| Vila de Rei                 | 17,5 | 55,5    | 1,8     | 15,2   | 2,5  | 2 307     |
| Vila do Bispo               | 58,3 | 20,2    | 6,0     | 3,3    | 7,2  | 2 727     |
| Vila do Conde               | 51,0 | 29,5    | 3,7     | 5,8    | 5,7  | 41 063    |
| Vila do Porto               | 65,8 | 22,6    | 1,8     | 2,6    | 3,4  | 1 816     |
| Vila Flor                   | 43,7 | 38,2    | 2,6     | 8,6    | 2,4  | 4 566     |
| Vila Franca de Xira         | 48,0 | 16,2    | 16,6    | 4,8    | 9,3  | 66 578    |
| Vila Franca do Campo        | 56,4 | 33,1    | 0,9     | 3,4    | 1,7  | 4 035     |
| Vila Nova da Barquinha      | 52,1 | 19,5    | 8,6     | 6,9    | 7,5  | 4 282     |
| Vila Nova de Cerveira       | 50,6 | 32,1    | 1,8     | 6,8    | 4,3  | 5 208     |
| Vila Nova de Famalicão      | 48,2 | 32,0    | 4,2     | 7,2    | 4,5  | 75 690    |
| Vila Nova de Foz Coa        | 47,0 | 38,1    | 2,2     | 5,5    | 2,7  | 4 787     |
| Vila Nova de Gaia           | 49,9 | 24,9    | 6,3     | 5,9    | 8,0  | 162 878   |
| Vila Nova de Paiva          | 30,5 | 44,6    | 1,5     | 14,8   | 3,1  | 3 043     |
| Vila Nova de Poiares        | 40,2 | 40,8    | 3,6     | 4,4    | 3,8  | 3 693     |
| Vila Pouca de Aguiar        | 42,2 | 42,0    | 2,8     | 7,1    | 1,7  | 8 818     |
| Vila Real                   | 44,6 | 37,8    | 2,9     | 6,8    | 3,4  | 28 323    |
| Vila Real de Santo António  | 51,9 | 17,4    | 15,3    | 3,7    | 7,6  | 8 898     |
| Vila Velha de Ródão         | 63,3 | 22,6    | 4,7     | 3,1    | 2,3  | 2 682     |
| Vila Verde                  | 33,3 | 46,0    | 2,4     | 10,5   | 2,9  | 26 006    |
| Vila Viçosa                 | 53,3 | 19,7    | 15,3    | 4,1    | 3,9  | 4 879     |
| Vimioso                     | 40,1 | 47,9    | 1,1     | 4,3    | 1,7  | 3 189     |
| Vinhais                     | 46,4 | 38,0    | 1,2     | 7,6    | 2,3  | 5 986     |
| Viseu                       | 38,8 | 40,1    | 2,3     | 9,1    | 4,8  | 51 611    |
| Vizela                      | 62,7 | 17,6    | 4,8     | 4,4    | 5,5  | 12 931    |
| Vouzela                     | 39,7 | 41,4    | 2,3     | 9,2    | 3,2  | 6 661     |
| Portugal                    | 45,1 | 28,7    | 7,6     | 7,3    | 6,4  | 5 713 640 |

## Distribuição por círculo eleitoral
A seguinte tabela contém o número de deputados de cada partido ou coligação eleitos por cada um dos círculos eleitorais. Apenas estão indicados os partidos que tenham elegido pelo menos um deputado.
|                   | %    | D   | %       | D       | %       | D       | %      | D      | %    | D    |                 |           |
| ----------------- | ---- | --- | ------- | ------- | ------- | ------- | ------ | ------ | ---- | ---- | --------------- | --------- |
| Círculo eleitoral | PS   | PS  | PPD/PSD | PPD/PSD | PCP–PEV | PCP–PEV | CDS–PP | CDS–PP | B.E. | B.E. | Total deputados | Votantes  |
| Açores            | 53,1 | 3   | 34,4    | 2       | 1,7     | -       | 4,0    | -      | 2,9  | -    | 5               | 91 315    |
| Aveiro            | 41,1 | 8   | 35,7    | 6       | 3,5     | -       | 9,8    | 1      | 5,1  | -    | 15              | 389 693   |
| Beja              | 51,0 | 2   | 12,3    | -       | 24,1    | 1       | 2,9    | -      | 4,7  | -    | 3               | 87 350    |
| Braga             | 45,4 | 9   | 32,9    | 7       | 4,8     | 1       | 7,8    | 1      | 4,6  | -    | 18              | 481 258   |
| Bragança          | 42,1 | 2   | 39,0    | 2       | 2,0     | -       | 9,7    | -      | 2,5  | -    | 4               | 82 454    |
| Castelo Branco    | 56,0 | 4   | 26,7    | 1       | 3,8     | -       | 5,3    | -      | 3,7  | -    | 5               | 124 635   |
| Coimbra           | 45,4 | 6   | 31,9    | 4       | 5,5     | -       | 5,5    | -      | 6,3  | -    | 10              | 244 449   |
| Évora             | 49,7 | 2   | 16,7    | -       | 20,9    | 1       | 3,7    | -      | 4,6  | -    | 3               | 96 735    |
| Faro              | 49,3 | 6   | 24,6    | 2       | 6,9     | -       | 5,8    | -      | 7,7  | -    | 8               | 199 769   |
| Guarda            | 46,8 | 2   | 34,7    | 2       | 2,9     | -       | 7,0    | -      | 3,4  | -    | 4               | 101 056   |
| Leiria            | 35,6 | 4   | 39,8    | 5       | 4,6     | -       | 8,9    | 1      | 5,5  | -    | 10              | 249 138   |
| Lisboa            | 44,1 | 23  | 23,7    | 12      | 9,8     | 5       | 8,2    | 4      | 8,8  | 4    | 48              | 1 186 664 |
| Madeira           | 35,0 | 3   | 45,2    | 3       | 3,6     | -       | 6,6    | -      | 3,8  | -    | 6               | 140 421   |
| Portalegre        | 54,9 | 2   | 20,2    | -       | 12,1    | -       | 4,2    | -      | 4,6  | -    | 2               | 70 620    |
| Porto             | 48,5 | 20  | 27,8    | 12      | 5,4     | 2       | 6,9    | 2      | 6,7  | 2    | 38              | 1 002 127 |
| Santarém          | 46,1 | 6   | 26,4    | 3       | 8,6     | 1       | 6,9    | -      | 6,5  | -    | 10              | 253 990   |
| Setúbal           | 43,6 | 8   | 16,1    | 3       | 20,0    | 3       | 5,1    | 1      | 10,3 | 2    | 17              | 427 163   |
| Viana do Castelo  | 42,0 | 3   | 33,5    | 2       | 3,8     | -       | 11,4   | 1      | 4,5  | -    | 6               | 142 188   |
| Vila Real         | 43,8 | 3   | 40,2    | 2       | 2,6     | -       | 6,8    | -      | 2,4  | -    | 5               | 125 835   |
| Viseu             | 40,4 | 4   | 40,2    | 4       | 2,2     | -       | 8,6    | 1      | 3,3  | -    | 9               | 214 036   |
| Europa            | 54,3 | 1   | 27,2    | 1       | 4,2     | -       | 3,4    | -      | 2,3  | -    | 2               | 23 450    |
| Fora da Europa    | 26,3 | -   | 57,7    | 2       | 1,0     | -       | 3,5    | -      | 0,7  | -    | 2               | 13 488    |
| Portugal          | 45,0 | 121 | 28,8    | 75      | 7,5     | 14      | 7,2    | 12     | 6,4  | 8    | 230             | 5 747 834 |

## Tabela de resultados

### Açores
| Partidos                | Partidos                             | Votos   | %             | +/-  | Deputados | +/-     |
| ----------------------- | ------------------------------------ | ------- | ------------- | ---- | --------- | ------- |
|                         | Partido Socialista                   | 48 528  | 53,1 / 100,0  | 12,1 | 3 / 5     | 1       |
|                         | Partido Social Democrata             | 31 385  | 34,4 / 100,0  | 11,0 | 2 / 5     | 1       |
|                         | Partido Popular                      | 3 675   | 4,0 / 100,0   | 4,4  | 0 / 5     | Estável |
|                         | Bloco de Esquerda                    | 2 636   | 2,9 / 100,0   | 1,5  | 0 / 5     | Estável |
|                         | CDU – Coligação Democrática Unitária | 1 575   | 1,7 / 100,0   | 0,3  | 0 / 5     | Estável |
|                         | Outros                               | 1 581   | 1,7 / 100,0   |      | 0 / 5     |         |
| Votos inválidos         | Votos inválidos                      | 1 935   | 2,1 / 100,0   | 0,5  |           |         |
| Total                   | Total                                | 91 315  | 100,0 / 100,0 |      | 5 / 5     |         |
| Eleitorado/Participação | Eleitorado/Participação              | 189 376 | 48,2 / 100,0  | 0,1  |           |         |

### Aveiro
| Partidos                | Partidos                             | Votos   | %             | +/-  | Deputados | +/-     |
| ----------------------- | ------------------------------------ | ------- | ------------- | ---- | --------- | ------- |
|                         | Partido Socialista                   | 159 955 | 41,1 / 100,0  | 7,6  | 8 / 15    | 3       |
|                         | Partido Social Democrata             | 139 109 | 35,7 / 100,0  | 10,7 | 6 / 15    | 2       |
|                         | Partido Popular                      | 38 001  | 9,8 / 100,0   | 3,1  | 1 / 15    | 1       |
|                         | Bloco de Esquerda                    | 19 846  | 5,1 / 100,0   | 3,3  | 0 / 15    | Estável |
|                         | CDU – Coligação Democrática Unitária | 13 809  | 3,5 / 100,0   | 0,9  | 0 / 15    | Estável |
|                         | Outros                               | 7 773   | 2,0 / 100,0   |      | 0 / 15    |         |
| Votos inválidos         | Votos inválidos                      | 11 200  | 2,9 / 100,0   | 1,1  |           |         |
| Total                   | Total                                | 389 693 | 100,0 / 100,0 |      | 15 / 15   |         |
| Eleitorado/Participação | Eleitorado/Participação              | 598 528 | 65,1 / 100,0  | 3,4  |           |         |

### Beja
| Partidos                | Partidos                                        | Votos   | %             | +/- | Deputados | +/-     |
| ----------------------- | ----------------------------------------------- | ------- | ------------- | --- | --------- | ------- |
|                         | Partido Socialista                              | 44 556  | 51,0 / 100,0  | 7,5 | 2 / 3     | Estável |
|                         | CDU – Coligação Democrática Unitária            | 21 036  | 24,1 / 100,0  | 0,1 | 1 / 3     | Estável |
|                         | Partido Social Democrata                        | 10 730  | 12,3 / 100,0  | 8,9 | 0 / 3     | Estável |
|                         | Bloco de Esquerda                               | 4 144   | 4,7 / 100,0   | 2,8 | 0 / 3     | Estável |
|                         | Partido Popular                                 | 2 562   | 2,9 / 100,0   | 0,8 | 0 / 3     | Estável |
|                         | Partido Comunista dos Trabalhadores Portugueses | 1 632   | 1,9 / 100,0   | 0,5 | 0 / 3     | Estável |
|                         | Outros                                          | 759     | 0,9 / 100,0   |     | 0 / 3     |         |
| Votos inválidos         | Votos inválidos                                 | 1 931   | 2,2 / 100,0   | 0,2 |           |         |
| Total                   | Total                                           | 87 350  | 100,0 / 100,0 |     | 3 / 3     |         |
| Eleitorado/Participação | Eleitorado/Participação                         | 138 713 | 63,0 / 100,0  | 4,9 |           |         |

### Braga
| Partidos                | Partidos                             | Votos   | %             | +/-  | Deputados | +/-     |
| ----------------------- | ------------------------------------ | ------- | ------------- | ---- | --------- | ------- |
|                         | Partido Socialista                   | 218 665 | 45,4 / 100,0  | 8,0  | 9 / 18    | 1       |
|                         | Partido Social Democrata             | 158 244 | 32,9 / 100,0  | 11,5 | 7 / 18    | 2       |
|                         | Partido Popular                      | 37 618  | 7,8 / 100,0   | 1,5  | 1 / 18    | Estável |
|                         | CDU – Coligação Democrática Unitária | 22 988  | 4,8 / 100,0   | 0,4  | 1 / 18    | 1       |
|                         | Bloco de Esquerda                    | 22 179  | 4,6 / 100,0   | 2,9  | 0 / 18    | Estável |
|                         | Outros                               | 11 012  | 2,3 / 100,0   |      | 0 / 18    |         |
| Votos inválidos         | Votos inválidos                      | 10 552  | 2,2 / 100,0   | 0,8  |           |         |
| Total                   | Total                                | 481 258 | 100,0 / 100,0 |      | 18 / 18   |         |
| Eleitorado/Participação | Eleitorado/Participação              | 689 897 | 69,8 / 100,0  | 2,5  |           |         |

### Bragança
| Partidos                | Partidos                             | Votos   | %             | +/-  | Deputados | +/-     |
| ----------------------- | ------------------------------------ | ------- | ------------- | ---- | --------- | ------- |
|                         | Partido Socialista                   | 34 699  | 42,1 / 100,0  | 12,1 | 2 / 4     | 1       |
|                         | Partido Social Democrata             | 32 129  | 39,0 / 100,0  | 14,2 | 2 / 4     | 1       |
|                         | Partido Popular                      | 7 964   | 9,7 / 100,0   | 1,2  | 0 / 4     | Estável |
|                         | Bloco de Esquerda                    | 2 044   | 2,5 / 100,0   | 1,6  | 0 / 4     | Estável |
|                         | CDU – Coligação Democrática Unitária | 1 679   | 2,0 / 100,0   | 0,1  | 0 / 4     | Estável |
|                         | Outros                               | 1 600   | 1,9 / 100,0   |      | 0 / 4     |         |
| Votos inválidos         | Votos inválidos                      | 2 339   | 2,8 / 100,0   | 0,8  |           |         |
| Total                   | Total                                | 82 454  | 100,0 / 100,0 |      | 4 / 4     |         |
| Eleitorado/Participação | Eleitorado/Participação              | 148 823 | 55,4 / 100,0  | 0,6  |           |         |

### Castelo Branco
| Partidos                | Partidos                             | Votos   | %             | +/-  | Deputados | +/-     |
| ----------------------- | ------------------------------------ | ------- | ------------- | ---- | --------- | ------- |
|                         | Partido Socialista                   | 69 795  | 56,0 / 100,0  | 9,9  | 4 / 5     | 1       |
|                         | Partido Social Democrata             | 33 240  | 26,7 / 100,0  | 11,6 | 1 / 5     | 1       |
|                         | Partido Popular                      | 6 590   | 5,3 / 100,0   | 1,8  | 0 / 5     | Estável |
|                         | CDU – Coligação Democrática Unitária | 4 678   | 3,8 / 100,0   | 0,5  | 0 / 5     | Estável |
|                         | Bloco de Esquerda                    | 4 660   | 3,7 / 100,0   | 2,2  | 0 / 5     | Estável |
|                         | Outros                               | 2 155   | 1,7 / 100,0   |      | 0 / 5     |         |
| Votos inválidos         | Votos inválidos                      | 3 517   | 2,8 / 100,0   | 0,9  |           |         |
| Total                   | Total                                | 124 635 | 100,0 / 100,0 |      | 5 / 5     |         |
| Eleitorado/Participação | Eleitorado/Participação              | 188 963 | 66,0 / 100,0  | 3,3  |           |         |

### Coimbra
| Partidos                | Partidos                             | Votos   | %             | +/- | Deputados | +/-     |
| ----------------------- | ------------------------------------ | ------- | ------------- | --- | --------- | ------- |
|                         | Partido Socialista                   | 111 042 | 45,4 / 100,0  | 4,1 | 6 / 10    | 1       |
|                         | Partido Social Democrata             | 78 062  | 31,9 / 100,0  | 9,1 | 4 / 10    | 1       |
|                         | Bloco de Esquerda                    | 15 444  | 6,3 / 100,0   | 3,9 | 0 / 10    | Estável |
|                         | CDU – Coligação Democrática Unitária | 13 463  | 5,5 / 100,0   | 0,4 | 0 / 10    | Estável |
|                         | Partido Popular                      | 13 365  | 5,5 / 100,0   | 1,2 | 0 / 10    | Estável |
|                         | Outros                               | 4 201   | 1,7 / 100,0   |     | 0 / 10    |         |
| Votos inválidos         | Votos inválidos                      | 8 602   | 3,5 / 100,0   | 1,4 |           |         |
| Total                   | Total                                | 244 449 | 100,0 / 100,0 |     | 10 / 10   |         |
| Eleitorado/Participação | Eleitorado/Participação              | 379 094 | 64,5 / 100,0  | 2,7 |           |         |

### Évora
| Partidos                | Partidos                                        | Votos   | %             | +/- | Deputados | +/-     |
| ----------------------- | ----------------------------------------------- | ------- | ------------- | --- | --------- | ------- |
|                         | Partido Socialista                              | 48 082  | 49,7 / 100,0  | 6,9 | 2 / 3     | 1       |
|                         | CDU – Coligação Democrática Unitária            | 20 246  | 20,9 / 100,0  | 0,9 | 1 / 3     | Estável |
|                         | Partido Social Democrata                        | 16 141  | 16,7 / 100,0  | 8,6 | 0 / 3     | 1       |
|                         | Bloco de Esquerda                               | 4 463   | 4,6 / 100,0   | 2,8 | 0 / 3     | Estável |
|                         | Partido Popular                                 | 3 594   | 3,7 / 100,0   | 0,9 | 0 / 3     | Estável |
|                         | Partido Comunista dos Trabalhadores Portugueses | 1 309   | 1,4 / 100,0   | 0,1 | 0 / 3     | Estável |
|                         | Outros                                          | 817     | 0,9 / 100,0   |     | 0 / 3     |         |
| Votos inválidos         | Votos inválidos                                 | 2 083   | 2,2 / 100,0   | 0,5 |           |         |
| Total                   | Total                                           | 96 735  | 100,0 / 100,0 |     | 3 / 3     |         |
| Eleitorado/Participação | Eleitorado/Participação                         | 146 682 | 66,0 / 100,0  | 4,1 |           |         |

### Faro
| Partidos                | Partidos                             | Votos   | %             | +/-  | Deputados | +/-     |
| ----------------------- | ------------------------------------ | ------- | ------------- | ---- | --------- | ------- |
|                         | Partido Socialista                   | 98 570  | 49,3 / 100,0  | 8,8  | 6 / 8     | 2       |
|                         | Partido Social Democrata             | 49 101  | 24,6 / 100,0  | 13,1 | 2 / 8     | 2       |
|                         | Bloco de Esquerda                    | 15 316  | 7,7 / 100,0   | 4,9  | 0 / 8     | Estável |
|                         | CDU – Coligação Democrática Unitária | 13 835  | 6,9 / 100,0   | 0,6  | 0 / 8     | Estável |
|                         | Partido Popular                      | 11 537  | 5,8 / 100,0   | 2,5  | 0 / 8     | Estável |
|                         | Outros                               | 4 737   | 2,4 / 100,0   |      | 0 / 8     |         |
| Votos inválidos         | Votos inválidos                      | 6 673   | 3,3 / 100,0   | 0,8  |           |         |
| Total                   | Total                                | 199 769 | 100,0 / 100,0 |      | 8 / 8     |         |
| Eleitorado/Participação | Eleitorado/Participação              | 324 193 | 61,6 / 100,0  | 3,0  |           |         |

### Guarda
| Partidos                | Partidos                             | Votos   | %             | +/-  | Deputados | +/-     |
| ----------------------- | ------------------------------------ | ------- | ------------- | ---- | --------- | ------- |
|                         | Partido Socialista                   | 47 290  | 46,8 / 100,0  | 12,1 | 2 / 4     | Estável |
|                         | Partido Social Democrata             | 35 092  | 34,7 / 100,0  | 13,8 | 2 / 4     | Estável |
|                         | Partido Popular                      | 7 035   | 7,0 / 100,0   | 2,6  | 0 / 4     | Estável |
|                         | Bloco de Esquerda                    | 3 452   | 3,4 / 100,0   | 2,2  | 0 / 4     | Estável |
|                         | CDU – Coligação Democrática Unitária | 2 969   | 2,9 / 100,0   | 0,7  | 0 / 4     | Estável |
|                         | Outros                               | 2 043   | 2,0 / 100,0   |      | 0 / 4     |         |
| Votos inválidos         | Votos inválidos                      | 3 175   | 3,1 / 100,0   | 1,0  |           |         |
| Total                   | Total                                | 101 056 | 100,0 / 100,0 |      | 4 / 4     |         |
| Eleitorado/Participação | Eleitorado/Participação              | 168 539 | 60,0 / 100,0  | 1,0  |           |         |

### Leiria
| Partidos                | Partidos                             | Votos   | %             | +/-  | Deputados | +/-     |
| ----------------------- | ------------------------------------ | ------- | ------------- | ---- | --------- | ------- |
|                         | Partido Social Democrata             | 99 244  | 39,8 / 100,0  | 11,0 | 5 / 10    | 1       |
|                         | Partido Socialista                   | 88 623  | 35,6 / 100,0  | 6,1  | 4 / 10    | 1       |
|                         | Partido Popular                      | 22 043  | 8,9 / 100,0   | 0,9  | 1 / 10    | Estável |
|                         | Bloco de Esquerda                    | 13 788  | 5,5 / 100,0   | 3,3  | 0 / 10    | Estável |
|                         | CDU – Coligação Democrática Unitária | 11 423  | 4,6 / 100,0   | 0,5  | 0 / 10    | Estável |
|                         | Outros                               | 5 138   | 2,1 / 100,0   |      | 0 / 10    |         |
| Votos inválidos         | Votos inválidos                      | 8 925   | 3,6 / 100,0   | 1,3  |           |         |
| Total                   | Total                                | 249 138 | 100,0 / 100,0 |      | 10 / 10   |         |
| Eleitorado/Participação | Eleitorado/Participação              | 384 186 | 64,9 / 100,0  | 2,1  |           |         |

### Lisboa
| Partidos                | Partidos                             | Votos     | %             | +/-  | Deputados | +/-     |
| ----------------------- | ------------------------------------ | --------- | ------------- | ---- | --------- | ------- |
|                         | Partido Socialista                   | 523 537   | 44,1 / 100,0  | 5,4  | 23 / 48   | 3       |
|                         | Partido Social Democrata             | 280 697   | 23,7 / 100,0  | 12,0 | 12 / 48   | 6       |
|                         | CDU – Coligação Democrática Unitária | 115 709   | 9,8 / 100,0   | 1,0  | 5 / 48    | 1       |
|                         | Bloco de Esquerda                    | 103 944   | 8,8 / 100,0   | 4,1  | 4 / 48    | 2       |
|                         | Partido Popular                      | 97 659    | 8,2 / 100,0   | 0,3  | 4 / 48    | Estável |
|                         | Outros                               | 27 053    | 2,3 / 100,0   |      | 0 / 48    |         |
| Votos inválidos         | Votos inválidos                      | 38 065    | 3,2 / 100,0   | 1,3  |           |         |
| Total                   | Total                                | 1 186 664 | 100,0 / 100,0 |      | 48 / 48   |         |
| Eleitorado/Participação | Eleitorado/Participação              | 1 787 560 | 66,4 / 100,0  | 3,2  |           |         |

### Madeira
| Partidos                | Partidos                                        | Votos   | %             | +/-  | Deputados | +/-     |
| ----------------------- | ----------------------------------------------- | ------- | ------------- | ---- | --------- | ------- |
|                         | Partido Social Democrata                        | 63 523  | 45,2 / 100,0  | 8,2  | 3 / 6     | 1       |
|                         | Partido Socialista                              | 49 122  | 35,0 / 100,0  | 9,2  | 3 / 6     | 2       |
|                         | Partido Popular                                 | 9 215   | 6,6 / 100,0   | 5,5  | 0 / 6     | Estável |
|                         | Bloco de Esquerda                               | 5 265   | 3,8 / 100,0   | 0,7  | 0 / 6     | Estável |
|                         | CDU – Coligação Democrática Unitária            | 4 991   | 3,6 / 100,0   | 1,1  | 0 / 6     | Estável |
|                         | Nova Democracia                                 | 1 880   | 1,3 / 100,0   | Novo | 0 / 6     | Novo    |
|                         | Partido Comunista dos Trabalhadores Portugueses | 1 624   | 1,2 / 100,0   | 0,5  | 0 / 6     | Estável |
|                         | Outros                                          | 903     | 0,6 / 100,0   |      | 0 / 6     |         |
| Votos inválidos         | Votos inválidos                                 | 3 898   | 2,8 / 100,0   | 0,4  |           |         |
| Total                   | Total                                           | 140 421 | 100,0 / 100,0 |      | 6 / 6     | 1       |
| Eleitorado/Participação | Eleitorado/Participação                         | 230 860 | 60,8 / 100,0  | 1,7  |           |         |

### Portalegre
| Partidos                | Partidos                             | Votos   | %             | +/-  | Deputados | +/-     |
| ----------------------- | ------------------------------------ | ------- | ------------- | ---- | --------- | ------- |
|                         | Partido Socialista                   | 38 739  | 54,9 / 100,0  | 9,6  | 2 / 2     | Estável |
|                         | Partido Social Democrata             | 14 290  | 20,2 / 100,0  | 10,4 | 0 / 2     | 1       |
|                         | CDU – Coligação Democrática Unitária | 8 546   | 12,1 / 100,0  | 0,3  | 0 / 2     | Estável |
|                         | Bloco de Esquerda                    | 3 216   | 4,6 / 100,0   | 3,0  | 0 / 2     | Estável |
|                         | Partido Popular                      | 2 988   | 4,2 / 100,0   | 2,3  | 0 / 2     | Estável |
|                         | Outros                               | 1 186   | 1,7 / 100,0   |      | 0 / 2     |         |
| Votos inválidos         | Votos inválidos                      | 1 655   | 2,3 / 100,0   | 0,5  |           |         |
| Total                   | Total                                | 70 620  | 100,0 / 100,0 |      | 2 / 2     | 1       |
| Eleitorado/Participação | Eleitorado/Participação              | 108 096 | 65,3 / 100,0  | 3,4  |           |         |

### Porto
| Partidos                | Partidos                             | Votos     | %             | +/-  | Deputados | +/- |
| ----------------------- | ------------------------------------ | --------- | ------------- | ---- | --------- | --- |
|                         | Partido Socialista                   | 485 975   | 48,5 / 100,0  | 7,3  | 20 / 38   | 3   |
|                         | Partido Social Democrata             | 278 381   | 27,8 / 100,0  | 12,2 | 12 / 38   | 4   |
|                         | Partido Popular                      | 68 824    | 6,9 / 100,0   | 1,5  | 2 / 38    | 1   |
|                         | Bloco de Esquerda                    | 66 912    | 6,7 / 100,0   | 4,0  | 2 / 38    | 1   |
|                         | CDU – Coligação Democrática Unitária | 54 282    | 5,4 / 100,0   | 0,8  | 2 / 38    | 1   |
|                         | Outros                               | 19 386    | 1,9 / 100,0   |      | 0 / 38    |     |
| Votos inválidos         | Votos inválidos                      | 28 367    | 2,8 / 100,0   | 0,9  |           |     |
| Total                   | Total                                | 1 002 127 | 100,0 / 100,0 |      | 38 / 38   |     |
| Eleitorado/Participação | Eleitorado/Participação              | 1 450 663 | 69,1 / 100,0  | 3,6  |           |     |

### Santarém
| Partidos                | Partidos                             | Votos   | %             | +/-     | Deputados | +/-     |
| ----------------------- | ------------------------------------ | ------- | ------------- | ------- | --------- | ------- |
|                         | Partido Socialista                   | 117 193 | 46,1 / 100,0  | 7,7     | 6 / 10    | 2       |
|                         | Partido Social Democrata             | 67 021  | 26,4 / 100,0  | 11,7    | 3 / 10    | 1       |
|                         | CDU – Coligação Democrática Unitária | 21 879  | 8,6 / 100,0   | Estável | 1 / 10    | Estável |
|                         | Partido Popular                      | 17 607  | 6,9 / 100,0   | 1,5     | 0 / 10    | 1       |
|                         | Bloco de Esquerda                    | 16 590  | 6,5 / 100,0   | 3,7     | 0 / 10    | Estável |
|                         | Outros                               | 5 678   | 2,2 / 100,0   |         | 0 / 10    |         |
| Votos inválidos         | Votos inválidos                      | 8 022   | 3,2 / 100,0   | 1,1     |           |         |
| Total                   | Total                                | 253 990 | 100,0 / 100,0 |         | 10 / 10   |         |
| Eleitorado/Participação | Eleitorado/Participação              | 387 759 | 65,5 / 100,0  | 3,1     |           |         |

### Setúbal
| Partidos                | Partidos                                        | Votos   | %             | +/- | Deputados | +/-     |
| ----------------------- | ----------------------------------------------- | ------- | ------------- | --- | --------- | ------- |
|                         | Partido Socialista                              | 186 365 | 43,6 / 100,0  | 4,3 | 8 / 17    | 1       |
|                         | CDU – Coligação Democrática Unitária            | 85 452  | 20,0 / 100,0  | 0,5 | 3 / 17    | 1       |
|                         | Partido Social Democrata                        | 68 695  | 16,1 / 100,0  | 8,6 | 3 / 17    | 2       |
|                         | Bloco de Esquerda                               | 43 862  | 10,3 / 100,0  | 5,7 | 2 / 17    | 2       |
|                         | Partido Popular                                 | 21 683  | 5,1 / 100,0   | 1,8 | 1 / 17    | Estável |
|                         | Partido Comunista dos Trabalhadores Portugueses | 5 356   | 1,3 / 100,0   | 0,2 | 0 / 17    | Estável |
|                         | Outros                                          | 4 738   | 1,1 / 100,0   |     | 0 / 17    |         |
| Votos inválidos         | Votos inválidos                                 | 11 012  | 2,6 / 100,0   | 0,6 |           |         |
| Total                   | Total                                           | 427 163 | 100,0 / 100,0 |     | 17 / 17   |         |
| Eleitorado/Participação | Eleitorado/Participação                         | 666 307 | 64,1 / 100,0  | 4,0 |           |         |

### Viana do Castelo
| Partidos                | Partidos                             | Votos   | %             | +/-  | Deputados | +/-     |
| ----------------------- | ------------------------------------ | ------- | ------------- | ---- | --------- | ------- |
|                         | Partido Socialista                   | 59 676  | 42,0 / 100,0  | 6,7  | 3 / 6     | Estável |
|                         | Partido Social Democrata             | 47 645  | 33,5 / 100,0  | 12,0 | 2 / 6     | 1       |
|                         | Partido Popular                      | 16 205  | 11,4 / 100,0  | 1,1  | 1 / 6     | 1       |
|                         | Bloco de Esquerda                    | 6 415   | 4,5 / 100,0   | 2,7  | 0 / 6     | Estável |
|                         | CDU – Coligação Democrática Unitária | 5 362   | 3,8 / 100,0   | 0,3  | 0 / 6     | Estável |
|                         | Outros                               | 3 010   | 2,1 / 100,0   |      | 0 / 6     |         |
| Votos inválidos         | Votos inválidos                      | 3 605   | 2,5 / 100,0   | 0,5  |           |         |
| Total                   | Total                                | 142 188 | 100,0 / 100,0 |      | 6 / 6     |         |
| Eleitorado/Participação | Eleitorado/Participação              | 232 185 | 61,2 / 100,0  | 0,5  |           |         |

### Vila Real
| Partidos                | Partidos                             | Votos   | %             | +/-  | Deputados | +/-     |
| ----------------------- | ------------------------------------ | ------- | ------------- | ---- | --------- | ------- |
|                         | Partido Socialista                   | 55 123  | 43,8 / 100,0  | 11,9 | 3 / 5     | 1       |
|                         | Partido Social Democrata             | 50 545  | 40,2 / 100,0  | 13,9 | 2 / 5     | 1       |
|                         | Partido Popular                      | 8 509   | 6,8 / 100,0   | 1,3  | 0 / 5     | Estável |
|                         | CDU – Coligação Democrática Unitária | 3 275   | 2,6 / 100,0   | 0,6  | 0 / 5     | Estável |
|                         | Bloco de Esquerda                    | 3 019   | 2,4 / 100,0   | 1,5  | 0 / 5     | Estável |
|                         | Outros                               | 2 071   | 1,7 / 100,0   |      | 0 / 5     |         |
| Votos inválidos         | Votos inválidos                      | 3 293   | 2,6 / 100,0   | 0,6  |           |         |
| Total                   | Total                                | 125 835 | 100,0 / 100,0 |      | 5 / 5     |         |
| Eleitorado/Participação | Eleitorado/Participação              | 221 516 | 56,8 / 100,0  | 0,6  |           |         |

### Viseu
| Partidos                | Partidos                             | Votos   | %             | +/-  | Deputados | +/-     |
| ----------------------- | ------------------------------------ | ------- | ------------- | ---- | --------- | ------- |
|                         | Partido Socialista                   | 86 497  | 40,4 / 100,0  | 9,3  | 4 / 9     | 1       |
|                         | Partido Social Democrata             | 86 002  | 40,2 / 100,0  | 11,9 | 4 / 9     | 1       |
|                         | Partido Popular                      | 18 477  | 8,6 / 100,0   | 2,0  | 1 / 9     | Estável |
|                         | Bloco de Esquerda                    | 7 149   | 3,3 / 100,0   | 1,9  | 0 / 9     | Estável |
|                         | CDU – Coligação Democrática Unitária | 4 792   | 2,2 / 100,0   | 0,7  | 0 / 9     | Estável |
|                         | Outros                               | 4 005   | 1,9 / 100,0   |      | 0 / 9     |         |
| Votos inválidos         | Votos inválidos                      | 7 114   | 3,3 / 100,0   | 1,5  |           |         |
| Total                   | Total                                | 214 036 | 100,0 / 100,0 |      | 9 / 9     |         |
| Eleitorado/Participação | Eleitorado/Participação              | 356 214 | 60,1 / 100,0  | 1,1  |           |         |

### Europa
| Partidos                | Partidos                             | Votos  | %             | +/-  | Deputados | +/-     |
| ----------------------- | ------------------------------------ | ------ | ------------- | ---- | --------- | ------- |
|                         | Partido Socialista                   | 12 728 | 54,3 / 100,0  | 12,2 | 1 / 2     | Estável |
|                         | Partido Social Democrata             | 6 366  | 27,2 / 100,0  | 9,4  | 1 / 2     | Estável |
|                         | CDU – Coligação Democrática Unitária | 973    | 4,2 / 100,0   | 0,6  | 0 / 2     | Estável |
|                         | Partido Popular                      | 794    | 3,4 / 100,0   | 1,6  | 0 / 2     | Estável |
|                         | Bloco de Esquerda                    | 535    | 2,3 / 100,0   | 1,2  | 0 / 2     | Estável |
|                         | Outros                               | 332    | 1,4 / 100,0   |      | 0 / 2     |         |
| Votos inválidos         | Votos inválidos                      | 1 822  | 7,8 / 100,0   | 0,6  |           |         |
| Total                   | Total                                | 23 450 | 100,0 / 100,0 |      | 2 / 2     |         |
| Eleitorado/Participação | Eleitorado/Participação              | 73 879 | 31,7 / 100,0  | 3,8  |           |         |

### Fora da Europa
| Partidos                | Partidos                             | Votos  | %             | +/- | Deputados | +/-     |
| ----------------------- | ------------------------------------ | ------ | ------------- | --- | --------- | ------- |
|                         | Partido Social Democrata             | 7 783  | 57,7 / 100,0  | 8,6 | 2 / 2     | Estável |
|                         | Partido Socialista                   | 3 552  | 26,3 / 100,0  | 4,8 | 0 / 2     | Estável |
|                         | Partido Popular                      | 470    | 3,5 / 100,0   | 0,1 | 0 / 2     | Estável |
|                         | CDU – Coligação Democrática Unitária | 137    | 1,0 / 100,0   | 0,1 | 0 / 2     | Estável |
|                         | Outros                               | 240    | 1,8 / 100,0   |     | 0 / 2     |         |
| Votos inválidos         | Votos inválidos                      | 1 267  | 9,4 / 100,0   | 3,1 |           |         |
| Total                   | Total                                | 13 488 | 100,0 / 100,0 |     | 2 / 2     |         |
| Eleitorado/Participação | Eleitorado/Participação              | 72 475 | 18,6 / 100,0  | 2,0 |           |         |

| Eleições legislativas portuguesas de 2005 Distritos: Aveiro \| Beja \| Braga \| Bragança \| Castelo Branco \| Coimbra \| Évora \| Faro \| Guarda \| Leiria \| Lisboa \| Portalegre \| Porto \| Santarém \| Setúbal \| Viana do Castelo \| Vila Real \| Viseu \| Açores \| Madeira \| Estrangeiro |

## Análise dos resultados

Gráfico representativo do número de deputados na Assembleia da República (em inglês).

Gráfico com as perdas e ganhos de lugares de deputados na Assembleia da República (em inglês).

Comparando os resultados com os de 2002, o PS cresceu (e de forma significativa) graças aos votos do eleitorado do centro (que alterna entre o PS e o PPD/PSD) e uma parte significativa dos portugueses que normalmente se abstêm de votar e que, desta vez, optariam por ir à urnas para penalizar o PPD/PSD.
Deste modo, o crescimento do PS não surgiu às custas do eleitorado à sua esquerda, que apresentou uma subida, nomeadamente a CDU, que inverteu a tendência de perda de votos e mandatos que já existia há cerca de vinte anos, e o Bloco de Esquerda, uma formação política que surgiu em 1999, e que nestas eleições quase triplicou o número de mandatos (tinha três). O Bloco tinha uma presença forte nos grandes centros urbanos e na população mais jovem.
Deste modo, os grandes derrotados foram os partidos que sustentavam o Governo. O PPD/PSD, sem dúvida o maior derrotado, e o CDS–PP, principalmente por ter elevado demasiadamente a fasquia. Os seus objetivos (obter mais votos e lugares que a soma do PCP e do B.E.; 10%; manter a posição de 3.º partido; e impedir uma maioria absoluta do PS) não foram alcançados, o que levou Paulo Portas a apresentar a demissão. Pedro Santana Lopes anunciou a realização de um congresso extraordinário e anunciou que não voltaria a ser candidato à presidência do partido.

## Partidos não representados na assembleia
Relativamente aos partidos que não tinham representação na Assembleia da República, o Partido Comunista dos Trabalhadores Portugueses (PCTP/MRPP), de ideologia maoista, liderado pelo conhecido advogado perito em legislação laboral António Garcia Pereira, manteve-se como o maior dos mais pequenos.
A Nova Democracia (PND), um partido conservador liberal que se encontrava no espaço do CDS–PP e surgiu com base na imagem do seu líder Manuel Monteiro, ex-presidente do Partido Popular, recebeu 40 221 votos.
O Partido Humanista (P.H.) era um partido de centro-esquerda que baseava o seu discurso no princípio da política dever servir os homens e não os interesses económicos; recebeu 16 870 votos.
O Partido Nacional Renovador (P.N.R), partido de extrema-direita, obteve 9 374 votos.
O Partido Operário de Unidade Socialista (POUS), liderado por Carmelinda Pereira, praticamente só tinha uma reduzida expressão quando se realizavam eleições.
O Partido Democrático do Atlântico (PDA), partido baseado nos Açores, teve apenas 1 640 votos.